# Saint-Just-en-Chevalet
Saint-Just-en-Chevalet ist eine französische Gemeinde mit 1.145 Einwohnern (Stand: 1. Januar 2022) im Département Loire in der Region Auvergne-Rhône-Alpes; sie gehört zum Arrondissement Roanne und zum Kanton Renaison. Die Einwohner werden Saint-Jurauds genannt.

## Geographie
Die Gemeinde Saint-Just-en-Chevalet liegt im Forez, etwa 21 Kilometer südwestlich von Roanne am Fluss Boën, der hier in die Aix einmündet. Umgeben wird Saint-Just-en-Chevalet von den Nachbargemeinden La Tuilière im Nordwesten und Norden, Cherier im Nordosten, Cremeaux im Osten, Juré und Saint-Marcel-d’Urfé im Südosten, Saint-Romain-d’Urfé im Süden, Chausseterre im Südwesten sowie Saint-Priest-la-Prugne im Westen.

## Bevölkerungsentwicklung
| Jahr                       | 1962 | 1968 | 1975 | 1982 | 1990 | 1999 | 2006 | 2013 | 2022 |
| Einwohner                  | 1858 | 1920 | 1819 | 1575 | 1422 | 1281 | 1209 | 1133 | 1145 |
| Quellen: Cassini und INSEE |      |      |      |      |      |      |      |      |      |

## Sehenswürdigkeiten
- Kirche Saint-Just
- Kapelle Notre-Dame du Château
- Schloss Saint-Just
- Schloss Contenson aus dem 14. Jahrhundert, seit 1975 Monument historique
- Schloss Trémolin

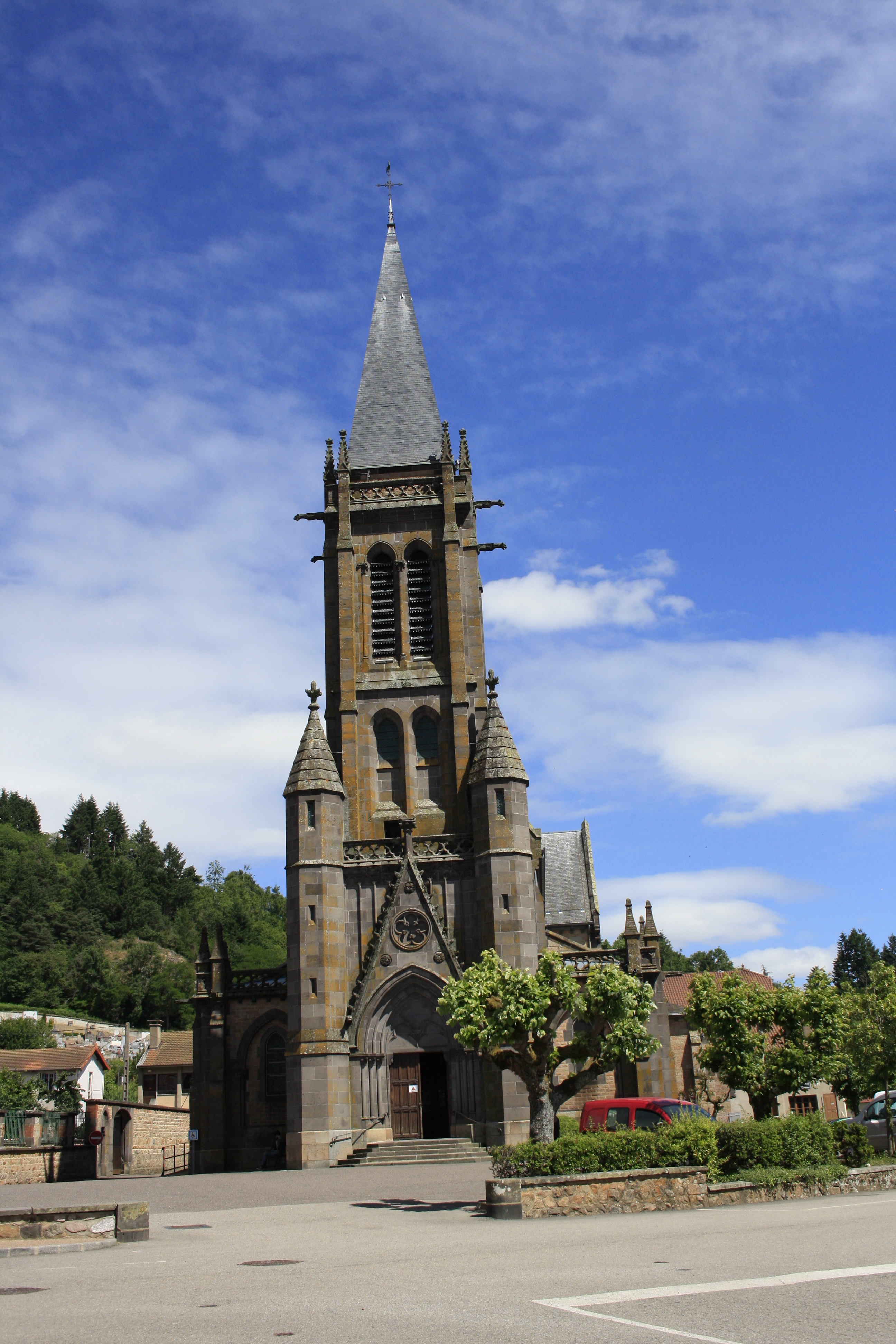
Kirche Saint-Just
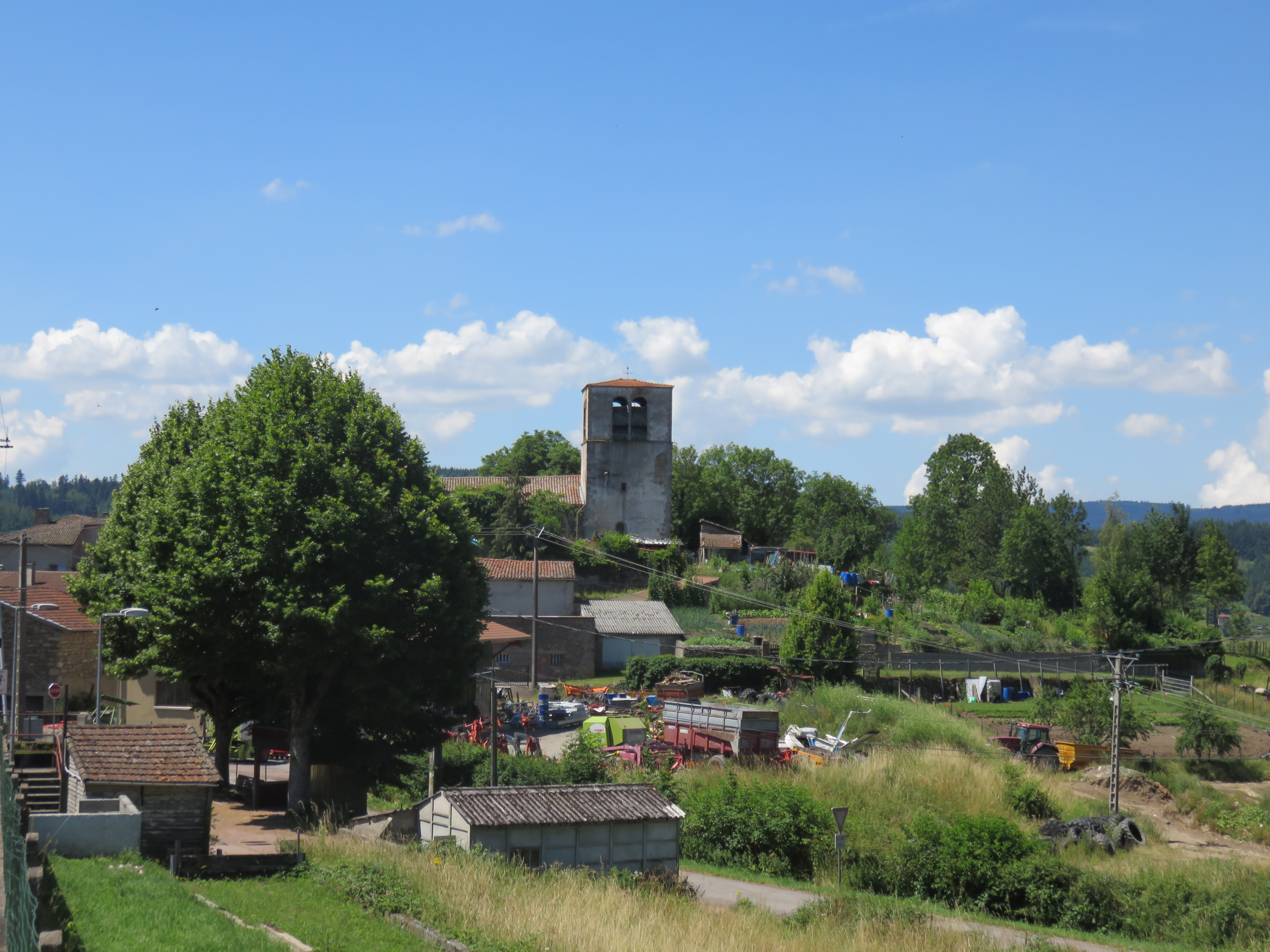
Kapelle Notre-Dame
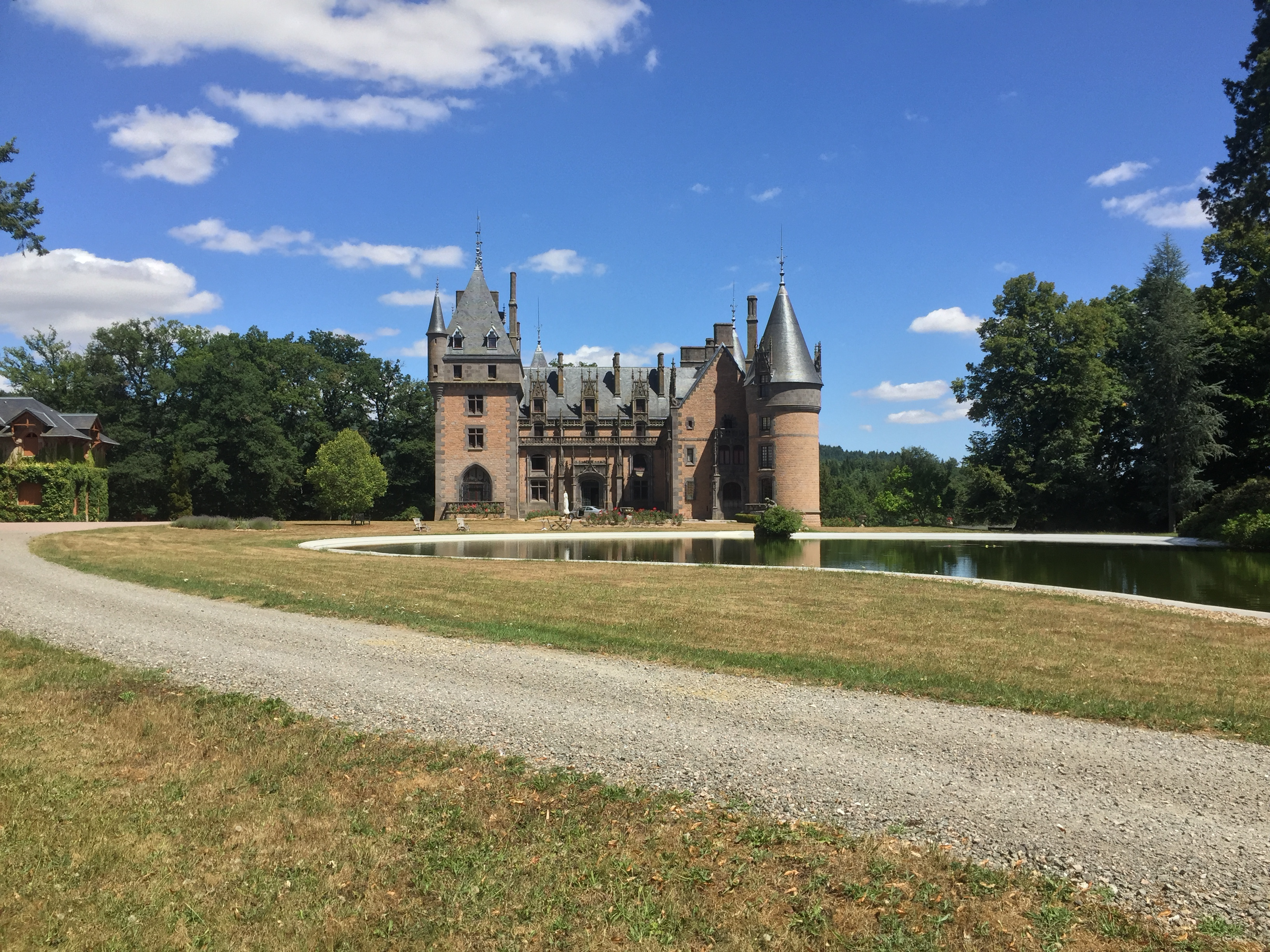
Schloss Contenson
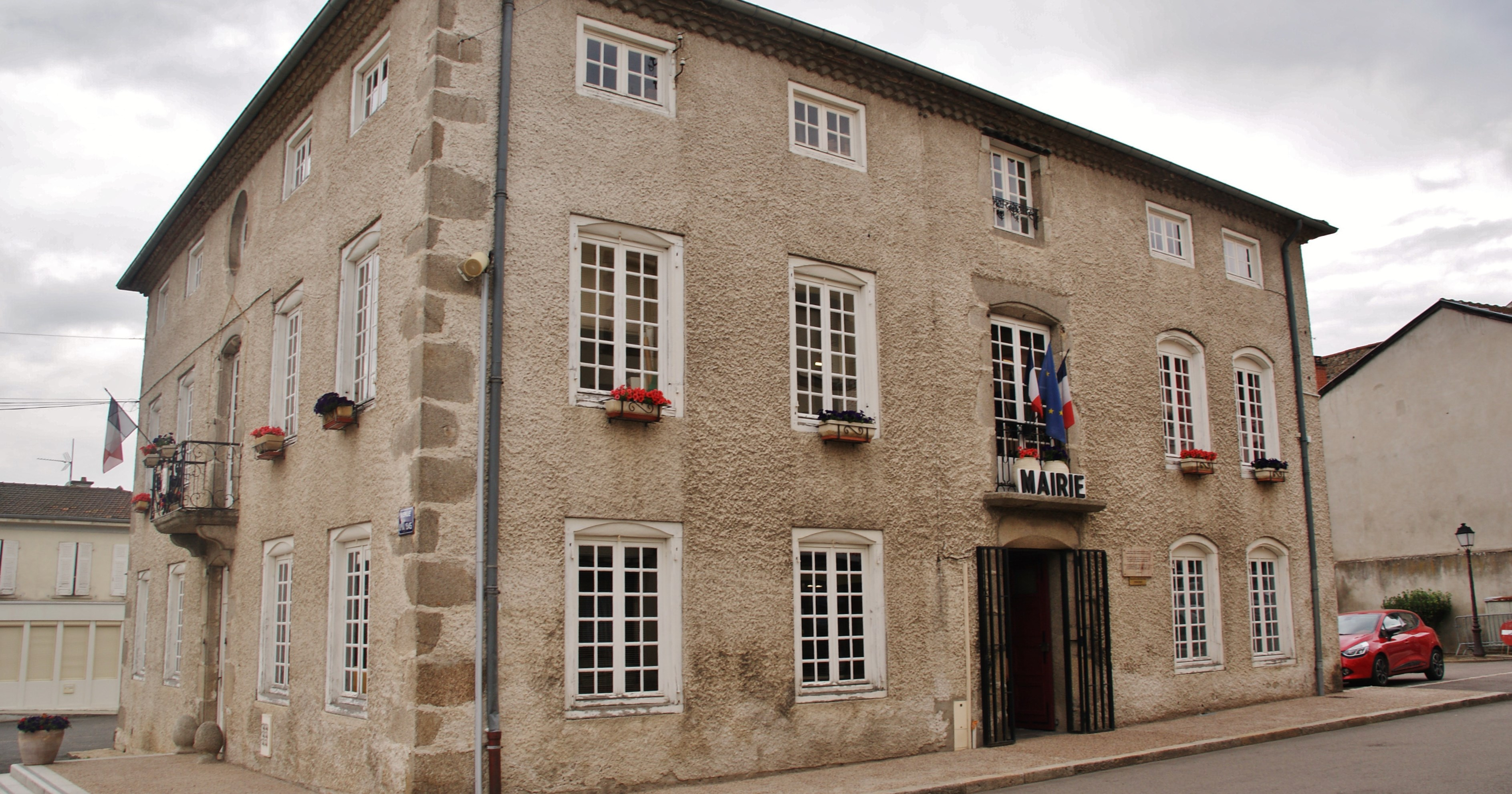
Mairie
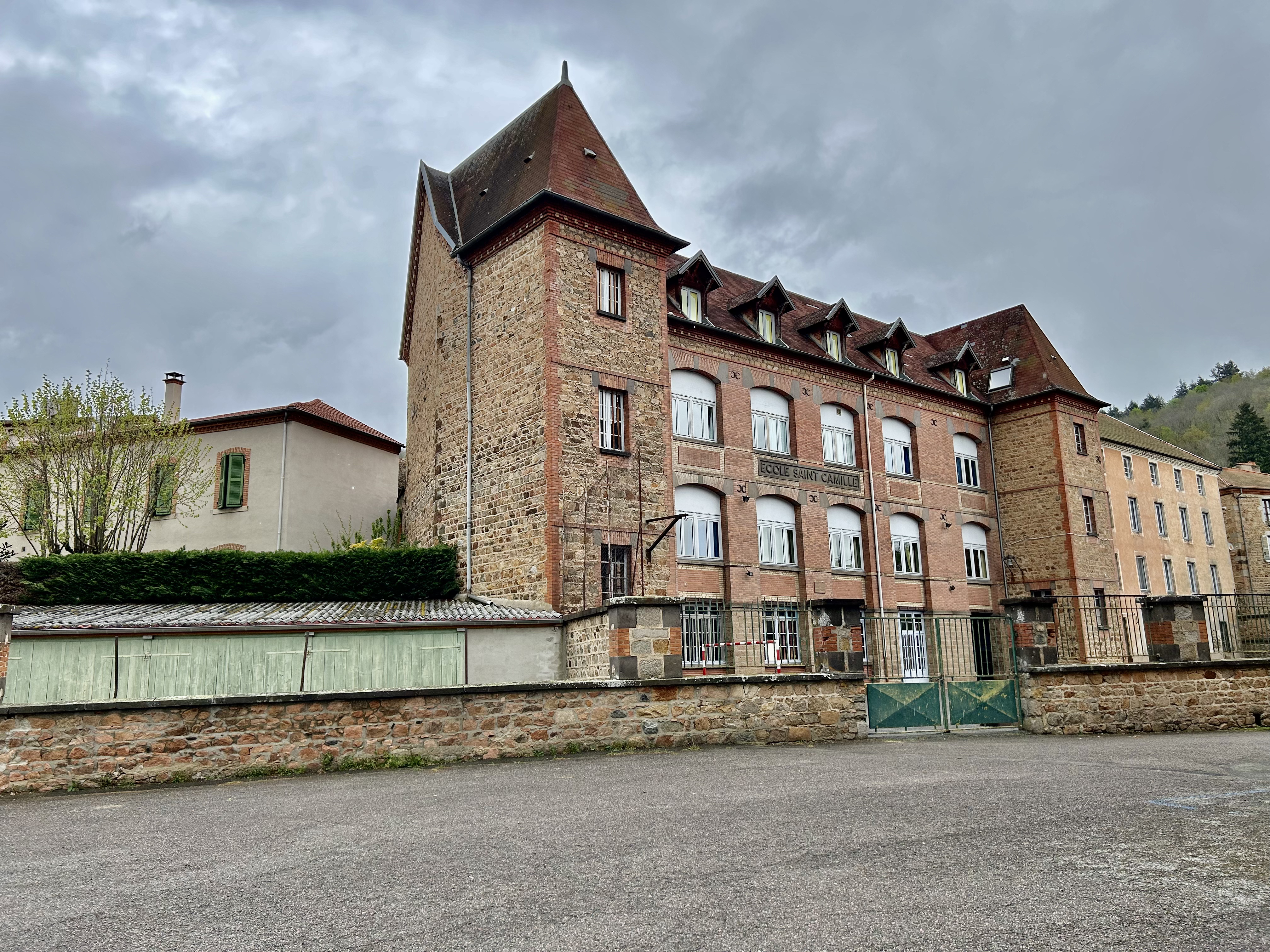
Schule Saint-Camille